# ポマード

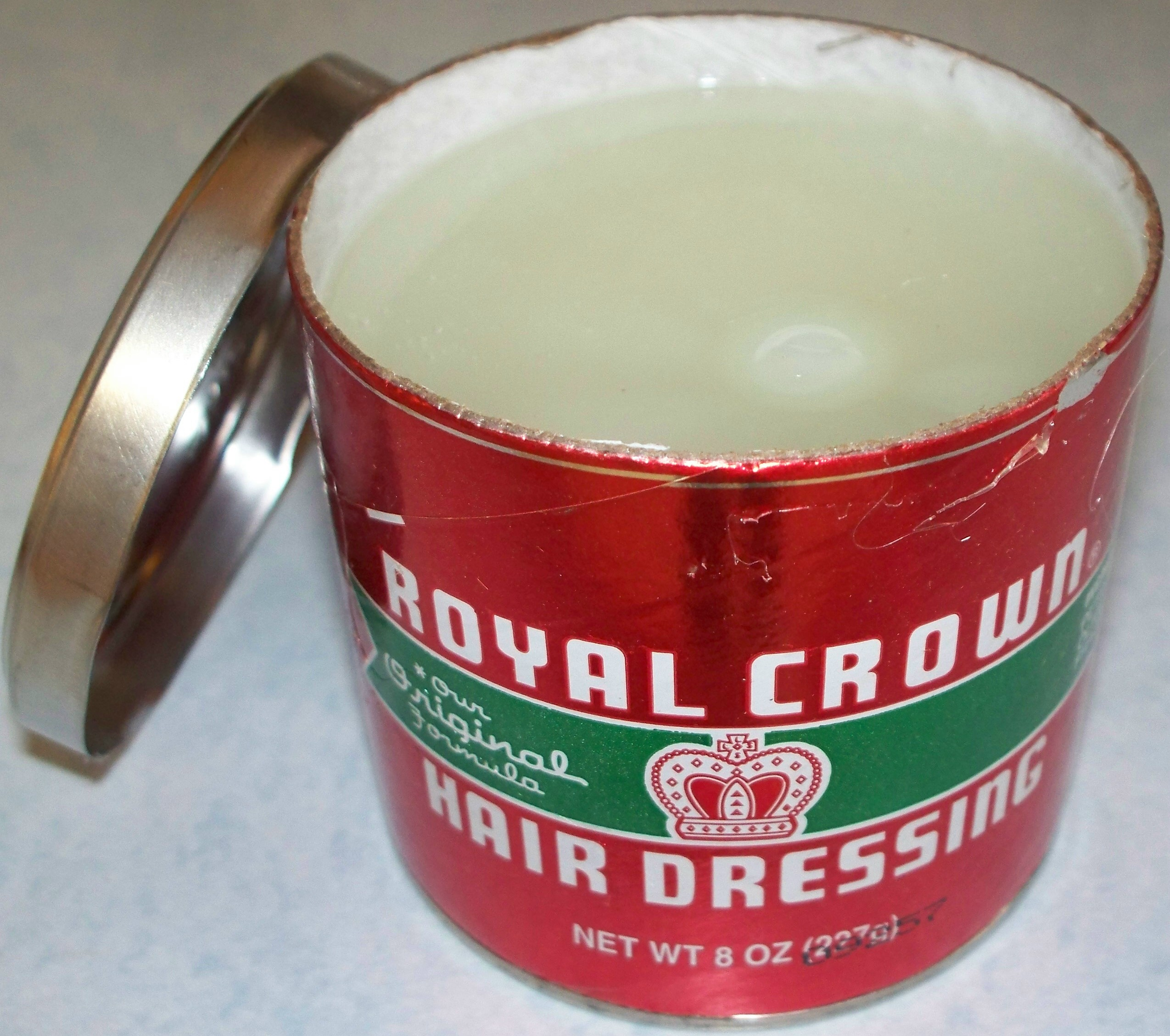
Royal Crown製ポマード（缶詰）

ポマード（英: pomade、仏: pommade）は、整髪料の一種である。

## 概要
油性の整髪料であり、主に男性用。ゼリー状もしくは粘性のある油状を呈し、成分や形状によって油性、水性、そして植物性、鉱物性に分類される。
リーゼントスタイル、オールバックスタイル（ストレートバックスタイル）に適し、強い固定力と艶のある仕上がりが特徴。ヘアジェル、ヘアスプレーとは違い、整髪料が乾いて固定するのではなく、髪と髪を油で接着させて固定するため、濡れたような仕上がりが得られる。ブリランチン・ブリリアンティンとも。
油性は熱に弱く湿気に強いのに対し、水性はその逆で熱に強く、湿気に弱いという特徴を持つ。油を加工せず練り込んだのが油性ポマードであるのに対し、水性ポマードは水素添加した油を中心に構成されている為、シャンプーなどで簡単に洗い流すことができる。
植物性は、ひまし油、木蝋などに香料を練り合わせたもので、べたつきが強い。植物油を用いるため原材料臭が強く、それを隠すための香料が多量に配合されている事が多い。
鉱物性はワセリン、ミネラルオイル、マイクロクリスタリンワックスなどを練り合わせたもの。植物性と比べると、さらっとした使用感があるが、洗い落ちが悪い。原材料臭の少ない鉱物油は香料が少なくて済むという特徴を持つ。
現在市販されているポマードの多くが植物性である。

## 歴史

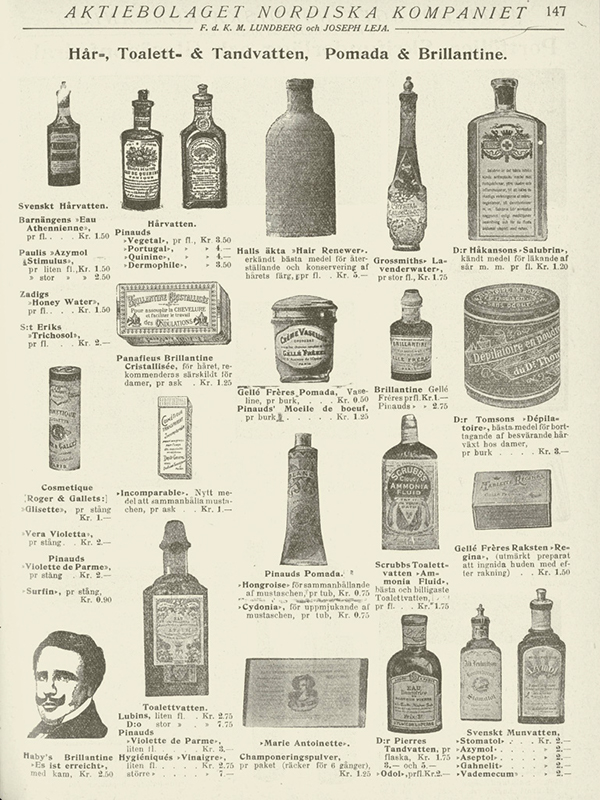
1905年から1906年にかけて市販されていたポマードの広告

ポマードの語源は、ラテン語でリンゴあるいは果実を意味するpomum（ポムム）から来ているが、これはかつてりんごを原料とした物を髪に塗っていた事に由来する。
現在のようなポマードが開発される以前も髪に油は塗られていたが、19世紀までは髪をきっちり固めるのには、熊や鯨といった動物性の脂肪が用いられていた。20世紀初頭に入って、石油を加工する技術や、植物油を安定化させる方法が開発されると、ワセリンやミツロウを使ったポマードが流通し始めた。

### 日本での歴史
日本では、1916年（大正5年）に平尾賛平商店（レート化粧品）がレートポマードを発売。追うように柳屋本店が、1920年（大正9年）にアメリカより技師を呼んでポマードを開発し、現在まで続くロングセラー品である柳屋ポマードを製造販売している。
ポマードが流通しはじめた昭和初期、ヘアドライヤーが家庭にあるのはまれで、現在のような髪をしなやかに処置するシャンプーは一般的ではなく、櫛を通しただけでは乾いた髪がぼさぼさになりがちで、男性の整髪は困難であった。濡らして癖を取った髪に、ポマードを付けて櫛で撫でつけるスタイルが一般化した。
合成ポリマーを主成分とした、さらっとして洗い落ちのよいヘアリキッドが発売され始めた1960年代以降、整髪剤が進化し、より使いやすいジェルやワックスなどが開発されたことで、ポマードの使用率は低下した一方、橋本龍太郎のようにポマード頭と言われる者もいた。家庭にドライヤーが普及したこと、ボリューミーな髪型が主流になったことも理由である。2010年代にかつてのような男性的な髪型がバーバスタイルとして復権し、ポマードは再び脚光を浴びた。現在は、油性ポマードと水性ポマード（グリースとも）が用途にあわせて使われている。